# Dalea quercetorum
Dalea quercetorum är en ärtväxtart som beskrevs av Paul Carpenter Standley och Louis Otho Otto Williams. Dalea quercetorum ingår i släktet Dalea, och familjen ärtväxter. Inga underarter finns listade i Catalogue of Life.